# El vendedor ambulante
El vendedor ambulante es un cuadro del pintor flamenco El Bosco, ejecutado al óleo sobre tabla. Es un círculo de 71,5 centímetros de diámetro, insertado en una tabla octogonal. Se conserva en el Museo Boijmans Van Beuningen de Róterdam.
El personaje de esta pintura es muy parecido a las puertas exteriores de El carro de heno, que representa también a un Vendedor ambulante, un Vagabundo o la parábola del hijo pródigo (Tolnay y Larsen).
Es una obra de los últimos años del Bosco. La dendrocronología ha establecido una fecha de hacia 1494 o después. Algunos autores han señalado que el cuadro fue realizado hacia el año 1510.
También se le conoce como El viajero y El hijo pródigo. Como escribe Jos Koldeweij, «representa el homo viator, el caminante, el hombre sobre el sendero de su vida. Amenazado por peligros y tentaciones, debe continuar el camino a lo largo de una vía a menudo estrecha y accidentada y plagada de obstáculos», dividida en dos caminos: el del pecado, simbolizada por el burdel a la izquierda que tiene como insignia una oca blanca, símbolo de lascivia; y aquel otro del regreso que parece haber elegido el hijo pródigo, cuya iconografía se asemeja al arcano sin número del tarot: El Loco.
Considera Pijoán que aquí se representa al Hijo pródigo como un vagabundo que se marcha de la venta donde le han acogido, llevándose el zurrón lleno y el sombrero de un soldado que se ha quedado rezagado besando a una joven. Desde una ventana le mira una vieja que le ha descubierto. No tendría entonces esta obra intención moralizadora.
Los análisis dendrocronológicos ha confirmado la tesis, ya expuesta en 1972 por Filedt Kok, de que esta tabla es la parte exterior de un tríptico cuyo interior estaría formado por la Nave de los locos, abajo la Alegoría de los placeres que se conserva en New Haven y a la derecha, la Muerte de un avaro, tablas que fueron cortadas por la mitad. Todas ellas presentan un gran parecido en el dibujo. Siendo ello así, habría que interpretar el sentido de la tabla en su conjunto como una representación de la idea, propia de la Devotio moderna, del ser humano como un peregrino-ermitaño que busca el camino de la salvación, alejándose de la maldad y los vicios del mundo. Sería así una alegoría de la vida humana entendida como peregrinación. A ello contribuiría, según Koldeweij, el bastón nudoso, para defenderse de las acechanzas de los perros, y el gran cesto de mimbre como representación de su dolorosa carga, para recorrer el camino del arrepentimiento, lejos de la corrupción y la maldad.